# 漂河 (吉林省)
漂河位于中华人民共和国吉林省蛟河市南部，是第二松花江右岸支流。原名费岳和河，因过去在该河两岸采伐林木靠河水漂运而得名漂河。漂河发源于蛟河市东南部白石山镇威虎岭山脉新开岭北侧，蜿蜒西南流经白石山镇琵河村、漂河镇新星村、胜利村、半拉撮落村、横道子村、二道沟村等村，最后于蛇岭沟村高台子汇入第二松花江。河长68.6千米，流域面积763平方千米，河道平均比降3.6‰。年均径流量2.02亿立方米。漂河上中游为低山区，下游为丘陵区，两岸林密，植被良好。上游河床狭窄，中下游河床窄深，河道弯曲，河岸较陡，洪水不易出槽。漂河流域盛产晒烟，所产“蛟河烟”远近闻名。